# Чемпіонат УРСР із шахів 1967
36-й чемпіонат України (УРСР) з шахів, що проходив у Києві з 4 по 17 жовтня 1967 року.

## Загальна інформація про турнір
Фінальний турнір чемпіонату України 1967 року проходив за швейцарською системою у 13 турів за участі 62 шахістів, які представляли 23 області та Київ. Лише дві обласні секції — Волинська та Тернопільська не провели комплекс відбірних змагань і не надіслали своїх представників на фінальний турнір.
У відбіркових змаганнях загалом взяли участь більше 400 тисяч учасників, зокрема до відбіркових масових турнірів у Донецькій області було залучено більше 60 тисяч любителів шахів, в Кримській області більше 27 тисяч.
Класифікаційний склад фіналу був дуже значний — 25 майстрів, 32 кандидати та 5 першорозрядників. Запланований регламент — 13 турів, — здавалося б, давав можливість кожному кандидату боротися за звання майстра. Але, на жаль, не всім, бо для цього треба було ще мати своїми суперниками достатню кількість майстрів.
Норму зуміли виконати лише двоє — В.Биков (Луганськ) та В.Альтерман (Севастополь), які набрали по 8 очок. Хоча з таким же підсумком фінішували ще здібні кандидати О.Донченко (Херсон), А.Шаміс (Донецьк), Ю.Яницький (Львів), проте вони зіграли з меншою кількістю майстрів та не виконали нормативу.
Набравши по 10 очок з 13 можливих переможцями турніру стали Валерій Жидков із Запоріжжя та киянин Юрій Ніколаєвський. Тільки їм вдалося пройти турнірну дистанцію без поразок. Вирішальними для виявлення переможців були фінішні перемоги Ніколаєвського над Левіним і Коцом, а Жидкова — над Левіним і Гіндіним — їх найближчими переслідувачами.
Третє місце та бронзова нагорода дісталася киянину Науму Левіну, який за додатковими показниками випередив земляка Владлена Зурахова та Юрія Коца із Донецька (усі набрали по 8½ очка).
Серед шахістів, які набрали по 8 очок, найгірші додаткові показники у Шаміса, Яницького та Зільбермана, які не увійшли в число учасників чемпіонату СРСР 1967 року.
Слід відмітити дуже жорсткий регламент турніру: 13 турів необхідно було провести за 13 днів, включаючи ранкові догравання відкладених партій протягом 2-4 годин. Можливо це було одним з чинників невдалого виступу майстрів старшого покоління, зокрема Анатолія Банника.
Із 403 зіграних на турнірі партій — 259 закінчилися перемогою однієї зі сторін (64,3 %), внічию завершилися 144 партії.

## Турнірна таблиця
| №  | Учасник                | Місто            |  | + | − | = | Очки | Місце  |
| -- | ---------------------- | ---------------- |  | - | - | - | ---- | ------ |
| 1  | Валерій Жидков         | Запоріжжя        |  | 7 | 0 | 6 | 10   | Gold   |
| 1  | Юрій Ніколаєвський     | Київ             |  | 7 | 0 | 6 | 10   | Gold   |
| 3  | Наум Левін             | Київ             |  | 5 | 1 | 7 | 8½   | Bronze |
| 4  | Юрій Коц               | Донецьк          |  | 5 | 1 | 7 | 8½   | 4—5    |
| 5  | Владлен Зурахов        | Київ             |  | 4 | 0 | 9 | 8½   | 4—5    |
| 6  | Ігор Платонов          | Київ             |  | 4 | 1 | 8 | 8    | 6—16   |
| 7  | Лев Альбурт            | Одеса            |  | 6 | 3 | 4 | 8    | 6—16   |
| 8  | Роман Пельц            | Одеса            |  | 6 | 3 | 4 | 8    | 6—16   |
| 9  | Юхим Лазарєв           | Київ             |  | 5 | 2 | 6 | 8    | 6—16   |
| 10 | Валерій Биков          | Луганськ         |  | 5 | 2 | 6 | 8    | 6—16   |
| 11 | Володимир Альтерман    | Севастополь      |  | 4 | 1 | 8 | 8    | 6—16   |
| 12 | Олег Донченко          | Херсон           |  | 6 | 3 | 4 | 8    | 6—16   |
| 13 | Юрій Сахаров           | Київ             |  | 4 | 1 | 8 | 8    | 6—16   |
| 14 | Олександр Шаміс-Павлов | Донецьк          |  | 5 | 2 | 6 | 8    | 6—16   |
| 15 | Юрій Яницький          | Львів            |  | 6 | 3 | 4 | 8    | 6—16   |
| 16 | Натан Зільберман       | Одеса            |  | 7 | 4 | 2 | 8    | 6—16   |
| 17 | Віктор-Едвін Адлер     | Івано-Франківськ |  | 5 | 3 | 5 | 7½   | 17—18  |
| 18 | Михайло Підгаєць       | Одеса            |  | 3 | 1 | 9 | 7½   | 17—18  |
| 19 | Юхим Гіндін            | Харків           |  | 5 | 4 | 4 | 7    | 19—23  |
| 20 | Ігор Калинський        | Харків           |  | 4 | 3 | 6 | 7    | 19—23  |
| 21 | Олександр Костюченко   | Київ             |  | 5 | 4 | 4 | 7    | 19—23  |
| 22 | Семен Палатник         | Одеса            |  | 5 | 4 | 4 | 7    | 19—23  |
| 23 | Яків Юхтман            | Одеса            |  | 7 | 6 | 0 | 7    | 19—23  |
| 24 | Анатолій Банник        | Київ             |  | 4 | 4 | 5 | 6½   | 24—37  |
| 25 | Олександр Волчок       | Миколаїв         |  | 2 | 2 | 9 | 6½   | 24—37  |
| 26 | Віктор Гуревич         | Дніпропетровськ  |  | 4 | 4 | 5 | 6½   | 24—37  |
| 27 | Костянтин Євдокимов    | Запоріжжя        |  | 6 | 6 | 1 | 6½   | 24—37  |
| 28 | Арнольд Захарченко     | Київ             |  | 3 | 3 | 7 | 6½   | 24—37  |
| 29 | Леонід Калінін         | Харків           |  | 4 | 4 | 5 | 6½   | 24—37  |
| 30 | Валерій Коштенко       | Хмельницький     |  | 5 | 5 | 3 | 6½   | 24—37  |
| 31 | Борис Коган            | Львів            |  | 5 | 5 | 3 | 6½   | 24—37  |
| 32 | Костянтин Лернер       | Одеса            |  | 4 | 4 | 5 | 6½   | 24—37  |
| 33 | Тарас Міхалусь         | Львів            |  | 4 | 4 | 5 | 6½   | 24—37  |
| 34 | Сергій Наконечний      | Миколаїв         |  | 5 | 5 | 3 | 6½   | 24—37  |
| 35 | Олег Романишин         | Львів            |  | 5 | 5 | 3 | 6½   | 24—37  |
| 36 | Михайло Тросман        | Житомир          |  | 4 | 4 | 5 | 6½   | 24—37  |
| 37 | Павло Штернберг        | Чернівці         |  | 4 | 4 | 5 | 6½   | 24—37  |
| 38 | Л. Балмазі             | Одеса            |  | 5 | 6 | 2 | 6    | 38—44  |
| 39 | Володимир Глибченко    | Дніпродзержинськ |  | 4 | 5 | 4 | 6    | 38—44  |
| 40 | Наріман Гродецький     | Сімферополь      |  | 6 | 7 | 0 | 6    | 38—44  |
| 41 | В. Дерев'янкін         | Рівне            |  | 4 | 5 | 4 | 6    | 38—44  |
| 42 | І. Лівшиць             | Чернігів         |  | 5 | 6 | 2 | 6    | 38—44  |
| 43 | Юхим Ротштейн          | Львів            |  | 5 | 6 | 2 | 6    | 38—44  |
| 44 | Марк Усачій            | Київ             |  | 2 | 3 | 8 | 6    | 38—44  |
| 45 | А. Гершберг            | Вінниця          |  | 3 | 5 | 5 | 5½   | 45—49  |
| 46 | Семен Гершман          | Київ             |  | 1 | 3 | 9 | 5½   | 45—49  |
| 47 | Віталій Денисенко      | Суми             |  | 4 | 6 | 3 | 5½   | 45—49  |
| 48 | Юрій Зімін             | Миколаїв         |  | 1 | 3 | 9 | 5½   | 45—49  |
| 49 | Георгій Калашников     | Київ             |  | 4 | 6 | 3 | 5½   | 45—49  |
| 50 | І. Волинець            | Київ             |  | 5 | 8 | 0 | 5    | 50—55  |
| 51 | Георгій Дубівка        | Кіровоград       |  | 4 | 7 | 2 | 5    | 50—55  |
| 52 | Юхим Коган             | Одеса            |  | 2 | 5 | 6 | 5    | 50—55  |
| 53 | Михайло Левін          | Київ             |  | 1 | 4 | 8 | 5    | 50—55  |
| 54 | Іван Степічев          | Київ             |  | 4 | 7 | 2 | 5    | 50—55  |
| 55 | Леонід Столяров        | Ужгород          |  | 3 | 6 | 4 | 5    | 50—55  |
| 56 | Л. Кейріх              | Харків           |  | 4 | 8 | 1 | 4½   | 56—59  |
| 57 | Віктор Лайнбург        | Київ             |  | 1 | 5 | 7 | 4½   | 56—59  |
| 58 | Леонід Рубінчик        | Полтава          |  | 3 | 7 | 3 | 4½   | 56—59  |
| 59 | О. Сіфер               | Черкаси          |  | 3 | 7 | 3 | 4½   | 56—59  |
| 60 | В. Агінський           | Донецьк          |  | 3 | 8 | 2 | 4    | 60     |
| 61 | Володимир Галахов      | Івано-Франківськ |  | 2 | 8 | 3 | 3½   | 61—62  |
| 62 | Олександр Полусмяк     | Дніпродзержинськ |  | 1 | 7 | 5 | 3½   | 61—62  |